# まつきあゆむ
まつきあゆむ（1983年6月7日 - ）は日本のシンガーソングライター。ギター、ボーカル、ピアノ、ベース、ドラムを一人で全てこなすマルチプレイヤーでもある。自宅録音家を自称している。

## 経歴
茨城県取手市出身。14歳で自宅録音を始める。
中学、高校は都内の学校へ進学し、バンド経験はなし。大学在学中にくるりがパーソナリティを務めるラジオの1コーナーへ毎週曲を送り続け、NOISE McCARTNEY RECORDSのコンピレーションに参加。それをきっかけに2005年、1stアルバム「自宅録音」を下北沢mona recordsから発表。続いて2ndアルバム「ディストーション」、レーベルをEMI傘下のUMA Recordsへ移し「夕暮れの現代音楽」「まつきあゆむ」と2008年までに計4枚のCD作品をリリースする。
バンドセットライブやアコースティックソロ等、3年半のライブ活動を行うも2009年4月より全面的に停止を発表（現在は徐々に再開するとされている）。同時に「新曲の嵐」と称してMySpaceのサイト上で毎週月曜日に新曲の永続的更新を宣言し（2007年9月17日〜）、自宅録音による楽曲を発表し続ける。

フリーダウンロード作品も数多く、2009年11月にはtwitter上でフォローした1000人のつぶやきを歌詞にのせUstream中継しながら楽曲を録音。「1000人twitter（それはあなたです！）」を完成させフリーダウンロードの形で即日公開した。
また翌年2010年2月19日には同様に「2000人twitter（これはあなたです！）」と題し、twitterや会場に集まった参加者と共に楽曲を録音。Ustreamにて生中継された。13日に公開録音に先駆けて「新曲の嵐#99.5」内でサビを録音し、20日に完成。新曲の嵐第100回として公開、フリーダウンロードになっている。

2009年12月1日に28曲入りのダブルアルバム「1億年レコード」発表と、まつきあゆむへの寄付金を募るシステム「M.A.F」(Matsuki Ayumu Fund)の設立を宣言した。「1億年レコード」は既存のレコード会社やこれまでの音楽流通を一切通さずにweb上のみでまつき本人が直接販売。楽曲の著作権も本人が管理している。支払い方法には銀行振込とPayPalが使用され、zipファイルには28曲分の歌詞をデザインしたファイルやアートワークが添付されている。
2011年にはweb上で知り合い共作しながら交流を暖めた英国のバンド、コーナーショップとフジロックフェスティバルで共演を果たしている。
近年はCMや大学機関への楽曲提供など、活動は多岐にわたる。

## ディスコグラフィー

### アルバム
- 『1st DEMO CDR』(自主制作盤,2004年10月)
- 『2nd DEMO CDR』(自主制作盤,2004年12月)
- 『自宅録音』（ミニアルバム,2005年5月11日）
- 『ディストーション』（フルアルバム,2006年9月6日）
- 『夕暮れの現代音楽』（ミニアルバム,2007年6月7日）
- 『まつきあゆむ』（ミニアルバム,2008年5月21日）
- 『1億年レコード』（配信限定リリース,ダブルアルバム　2010年1月1日(00:00)）
- 『AGAIN』(配信限定リリース,セルフカバーアルバム 2010年5月20日(21:00))
- 『あなたの人生の物語』（配信限定リリース,ダブルアルバム　2010年12月31日(00:00)）
- 『TERRAFORMING』（配信限定リリース,フルアルバム　2013年6月23日(00:00)）

### フリーダウンロード
- 『』(下北沢モナレコード2006/01/22のライブアクト音源,2006年1月23日)
- 『ももこ』(デモ音源,mf247で配信,2006年)
- 『あなたの人生の物語』(2009年10月1日)
- 『音楽がいなくなった!』(2009年10月1日)
- 『日曜日の朝』(2009年10月1日)
- 『メッセージソング』(2009年10月1日)
- 『もしも僕にピアノとか弾けたら[要出典]』(2009年11月8日)
- 『1000人twitter(それはあなたです!)』(2009年11月18日)
- 『さよならブラックバード』（2010年1月3日）
- 『2000人twitter(これはあなたです!)』（2010年2月20日）
- 『スピリチュアルコード(インマイマインド)[要出典]』（2010年4月6日）

### 配信作品
- 『ベンチウォーマーとアネモネ』(2010年4月27日)
- 『カバーの夕立ち#1』(2010年4月27日)

### CM作品
2010
- マクドナルド たまごダブルマック「よくばりトリオ編」歌唱
- カルビー じゃがりこ「じゃがりこ応援団編」作曲

2011
- Panasonic 愛情サイズ「4人の森高さん編」作曲
- クラシエ薬品株式会社 新コッコアポA錠 作曲 歌唱 ナレーション
- 花王 キュキュット ハンドビューティ 作曲 歌唱
- KDDI LISMO WAVE 作曲
- ヤマザキナビスコ ビッツサンド 作曲
- 集英社　MORE 作曲

2012
- セブン＆アイ・フードシステムズ　デニーズ冬のハンバーグフェア編　作曲
- Panasonic 愛情サイズ「3大シーンに強い！編」　作曲
- 大王製紙　eris megumi「空気のmegumiとボク編」」歌唱
- 大王製紙　eris megumi「超吸収のmegumiとボク編」歌唱
- 伊藤園　チチヤス　作曲
- リクルート赤すぐネット 「コーデ花火」篇　作曲

2013
- エーザイ　チョコラBB　feチャージ「Feのうた」 作曲 歌唱 ナレーション
- サントリーホールディングス　ソウルマッコリ「焼肉にはソウルマッコリ」篇　ナレーション
- リクルート　赤すぐネット　「ゴロングソファ」編 作曲
- カルピス　フルーツパーラー「フルーツパーラー姉妹」篇 作曲
- プレナス　ほっともっと　焼き肉ビビンバ 作曲
- ソフトバンク　iphone 「いつでもどこでも」編 作曲
- 日本アンチ・ドーピング機構 Japan Anti-Doping Agency  作曲
- 武田薬品工業　アネトンせき止めZ錠「明日休めない私」編　作曲
- アサヒ飲料　ワンダモーニングショット　「朝は赤！」編 作曲

2014
- 三菱電機ビルテクノサービス「光のビル」篇 作曲
- ENERGY DRINK RAIZIN 作曲
- メントス x アメイジング・スパイダーマン2　「すげーぞ！自分」篇 作曲
- 日産 APRIL TRUTH web動画　作詞 作曲 歌唱
- 2nd Street 「DISPLAY」編 作曲
- FANTA「WAVE」編 作曲
- 武田薬品 アネトンせき止めZ液「明日休めない私」篇 作曲
- Pizzahut 「ピザハット熊本に上陸！」篇 作曲
- グリコ乳業 プッチンプリン「とろーりいい香り　あったかプッチン」プレンチトースト篇 プッチンフォンデュ篇 作曲
- CALPIS Welch's「ウェルチって」母親篇 家族篇 作曲 歌唱
- 旭化成 Frosch フロッシュ®ピープル「やさしい生活」篇 作曲 歌唱
- 富士通エフサス「ワークスタイル変革篇」　作曲
- SBSテレビふじさん部 フジノコ天気予報　作曲
- Men's Bigen グレーヘア「グレーな男達」篇 作曲

2015
- 不二家チョコチップクッキーカントリーマァム「バニラとココアどちらがお好き」篇　作曲
- AOKI フレッシャーズ応援「スーツデビュー 男子」篇　編曲
- エリエール GOON 「でこぼこウォーキング」篇　作曲
- 森永製菓　チョコモナカジャンボ　「 チョコマンボ」篇「バニラリンボー」篇 作曲　歌唱　ナレーション
- マクドナルド　てりたま「スマイル」篇 作曲
- マクドナルド　ハッピーセット「ハローキティ」篇
- マクドナルド　ハッピーセット「トミカ」篇
- ベネッセ　チャレンジ1年生オリジナルソング　「むてきの１ねんせい」　作曲
- TOYOTA カローラフィールダー 「丘を越えて」A篇 B篇　編曲
- ダイエー　おいしいと言わせたい！TVCM第十弾「肉パ」篇 　作曲
- Rope Picnic web movie 「2015 秋」篇　編曲
- PS4 Until Dawn -惨劇の山荘-バタフライエフェクトムービー篇　作曲
- ユニ・チャーム　ソフィ　「女の子だけがわかる歌」　作曲
- ファンケル　ウコン革命 「濃縮３００ばーい篇」　作曲
- Travel.jp 「空の最安値 マイは4才」篇　作曲
- ケダタ　アリナミンゼロ７　「ボールマジック」篇　作曲
- ダイエー　アレカコレカデリカ　作曲
- au aisai BENTO super surprise BENTO　作曲
- 花王 メリット 泡で出てくるシャンプーキッズ 「ひとり洗い応援」編　編曲
- 全国統一テスト　編曲
- クレディセゾン「SAISON CHIENOWA」作曲
- 名古屋銀行 　「うさぎ支店長ソング」篇　作曲　ナレーション
- 名古屋銀行 「かっこつけて言うと」篇　作曲
- 妖怪ウォッチ　映画妖怪ウォッチcm 作曲
- 英会話イーオンキッズ 「レッスン」編 作曲
- MERYメリー「アドバイス」篇　作曲

### コンピレーション
- 『NOISE McCARTNEY RECORDS COMPLATION Vol2』(「煙草を吸うガール」で参加,2005年2月4日)
- 『素晴らしき自主制作の世界Vol.1』(「新宿」で参加,2005年3月1日)
- 『第3世代compilation album vol.2』(「猫」で参加,2005年8月9日)
- 『箱庭ロック』(レンタル専用,「新宿」で参加,2005年10月22日)
- 『素晴らしき自主制作の世界Vol.2』(「月火水木金土日」(デモ)で参加,2005年12月22日)
- 『QUIP MAGAZINE vol.41』(付録サンプラーCDに「ミュージックリスナーボーイシンキング」で参加,2006年)
- 『QUIP MAGAZINE vol.44』(付録サンプラーCDに「センチメンタルファンクラブ (DEMO)」で参加,2006年)
- 『QUIP MAGAZINE vol.55』(付録サンプラーCDに「世界の終わりのロックフェスティバル (Live Ver.)」で参加,2009年)
- 『サウンドポタージュ』(「流星群」で参加,2009年4月30日)

### リミックス
- 『無音noote (remixed by まつきあゆむ)』(throwcurve 『ニューワールド ハートビート』収録,2005年10月12日)
- 『カムトゥギャザー (remixed by まつきあゆむ)』(宙に浮いた扁平足『感動しよう　EP』収録,2009年6月26日)
- 『Who Fingered Rock n Roll - まつきあゆむ（TOKYO ELECTRIC FACTORY MIX）』（まつきあゆむ×Cornershop『The Electric E-mail Mixes』収録,2010年08月30日）
- 『Supercomputed（Old Timemachine Version）』Cornershop Website Free Download,2011年03月02日）

### カバー
- 『じゃじゃ馬にさせないで』(公式Myspace上で発表,オリジナル 西尾えつ子「じゃじゃ馬にさせないで」,2009年7月29日)
- 『Lithium』(公式Myspace上で発表,オリジナル楽曲 Nirvana「Lithium」,2009年9月7日)
- 『創聖のアクエリオン』(公式Myspace上で発表,『カバーの夕立ち#1』収録,オリジナル AKINO「創聖のアクエリオン」,2009年10月20日)
- 『星間飛行』(公式Myspace上で発表,『カバーの夕立ち#1』収録,オリジナル ランカ・リー=中島愛「星間飛行」,2010年2月16日)
- 『I'm A Loser』(公式Myspace上で発表,オリジナル The Beatles,2010年6月5日)
- 『Cagayake! GIRLS』(公式Myspace上で発表,オリジナル 放課後ティータイム,2010年6月23日)
- 『Girls in Wonderland』(公式Myspace上で発表,オリジナル 放課後ティータイム,2010年11月26日)

### DVD
- 『daimasの日記スペシャルの日記』(コンピレーションDVD,「新宿」で参加,2006年1月25日)

## ワンマン,ツーマン・ライブ及びライブツアー
- まつきあゆむ初ワンマンライブアクト「明けまして、初期衝動!」(ワンマン・ライブ,下北沢mona records,2006年1月3日)
- ディストーションで、猫まっしぐらツアー2006(2006年~)
- ディストーションと1111匹の猫(ワンマン・ライブ,渋谷 O-nest,2006年11月11日)
- 新春、明けまして、初期衝動！(ワンマン・ライブ,下北沢mona records,2007年1月7日)
- 夕暮れゼミ現代音楽コース(ワンマン・ライブ,下北沢CLUB Que,2007年6月30日)
- まつきあゆむpresents「名演の嵐」Vol.1(木村ひさしBANDとのツーマン・ライブ,下北沢SHELTER,2008年1月15日)
- まつきあゆむpresents「名演の嵐」Vol.2(相対性理論とのツーマン・ライブ,下北沢SHELTER,2008年2月15日)
- まつきあゆむpresents「名演の嵐」Vol.3(AUXとのツーマン・ライブ,下北沢SHELTER,2008年3月14日)
- まつきあゆむの弾き語りの嵐in京都(ワンマン・ライブ,京都・SOLE CAFE,2008年6月20日)
- まつきあゆむは「まつきあゆむ」を発売しますツアー(2008年6月27~29日)
- まつきあゆむ過ぎる日(ワンマン・ライブ,下北沢mona records~下北沢CLUB Que~下北沢BASEMENT BAR,2008年,7月11日)
- まつきあゆむシークレットフリーライブ(ワンマン・ライブ,都内某所,2008年12月13日)
- 「帰ってきた！」明けまして初期衝動(ワンマン・ライブ,下北沢mona records,2009年1月6日)
- 1億年レコード発売記念イベント「2000人twitter公開生録音〜人生はオフ会だ〜 」(ミニシアター　渋谷UPLINK FACTORY,2010年2月19日)
- まつきあゆむツアースプリング2010「旅行」(2010年4月29日〜5月5日, 5月9日)

## テレビ出演
- ＃っぽいウタ（中京テレビ、2021年7月18日 - 2021年12月25日）っぽいバンド